# Julieth Restrepo
Julieth Restrepo (Medellín, 19 de dezembro de 1986) é uma atriz colombiana.

## Carreira

### Televisão
- Tiempo final (2008) - Vivi
- Sin retorno (2008) - Susana
- Verano en Venecia (2009) - Amarista Romero
- La bella Ceci y el imprudente (2009) - Myriam González
- A Mano Limpia (2009) - Luisa Fernanda
- La Promesa (2013) - Ana Aguirre
- Comando Elite (2013) - Mariela
- Mentiras perfectas (2013) - Edilma Gutiérrez
- Metástasis (2014) - Juana Maldonado

### Cinema
- Al final del espectro (2006) - Tulipán
- Broken Kingdom (2012) - Valentina
- Estrella del Sur (2013) - Soraya
- Malcriados (2016) - Bárbara
- Loving Pablo (2017) - Maria Victoria Henao